# Ottawa (řeka)
Ottawa (anglicky Ottawa River, francouzsky Rivière des Outaouais) je řeka v provincii Québec a částečně také tvoří její hranici s provincií Ontario na jihovýchodě Kanady. Je 1120 km dlouhá. Povodí má rozlohu 115 000 km².

## Průběh toku
Odtéká z jezera Lac des Outaouais v Laurentidách v jihozápadním Québecu, asi 250 km severně od města Ottawy. Teče nejprve k západu přes Réserve faunique La Vérendrye. Protéká přes celou řadu dalších jezer (Grand Lac Victoria, Simard, Timiskaming) a místy vytváří peřeje. Od jezera Timiskaming (Lac Témiscamingue) téměř až k ústí tvoří hranici Québecu s Ontariem. Z jezera teče nejprve k jihu, u Mattawy se stáčí k východu. Posledních asi 300 km protéká hustě osídlenou krajinou, na jejích březích tu leží mj. města Pembroke, Ottawa, Hull a Gatineau. Krátce před ústím vtéká opět do québeckého vnitrozemí. Ústí zleva do řeky svatého Vavřince. Soutok obou řek tvoří soustava ramen a ostrovů, na jednom z nich leží město Montréal.

## Vodní režim
Průměrný roční průtok vody na dolním toku činí přibližně 2000 m³/s. Zamrzá od prosince do dubna.

## Využití
Vodní doprava je možná od ústí k vodopádu Chaudière. Plavební kanál Rideau spojuje řeku s Ontarijským jezerem. Na řece bylo vybudováno několik přehradních nádrží (Cabonga, Dozois, Decelles) s vodními elektrárnami. Na řece leží města Ottawa, Gatineau.